# José Luis Egea Vila
José Luis Egea Vila (Sant Sebastià, 1940) és un director de cinema i guionista basc. Va estudiar ciències polítiques a la Universitat de Madrid, que va deixar per fer filosofia i lletres a la Sorbona i a Oxford. Finalment el 1964 es va diplomar com a director a l'Escola Oficial de Cinema amb el curtmetratge El niño de Vallecas. El 1963 va treballar com a ajudant de direcció a Llanto por un bandido de Carlos Saura i La tía Tula de Miguel Picazo, i va fer guions per a Antxon Ezeiza i Jaime Camino. Va exercir com a crític de cinema a diverses publicacions i fou membre del comitè de selecció del Festival Internacional de Cinema de Sant Sebastià. El 1969 fou guardonat amb la Conquilla de Plata per Los desafíos, el guió de la qual va fer amb Víctor Erice i Claudio Guerín. El 1973 col·laborà amb Víctor Erice en la realització d'El espíritu de la colmena.
Després de la transició s'ha dedicat a la direcció de curtmetratges documentals per a la Filmoteca basca, com la sèrie Ikuska i els documentals Euskera y fútbol (Euskara eta futbola), Euskera y remo (Euskara eta arrauna) i Euskera y monte (Euskara eta mendia) amb Antxon Ezeiza i Koldo Izagirre (1980). Pel que fa a la televisió, el 1985 va fer un llargmetratge al programa La Clave sobre l'OTAN.

## Filmografia

### Com a director
- La espera (19??), curtmetratge
- La vuelta de la siega (19??), curtmetratge documental
- Viajeros estables (19??), curtmetratge
- De cine (1966), curtmetratge
- Joe vuelve a casa (1968), curtmetratge
- Como un latido (1980), curtmetratge

### Com a guionista
- El experimento (1966), curtmetratge
- Los desafíos (1968) amb Víctor Erice i Claudio Guerin